# تاريخ الترجمة الآلية
الترجمة الآلية هي حقل فرعي من اللغويات الحاسوبية، يبحث في استخدام البرمجيات لترجمة النص أو الكلام من لغة طبيعية إلى أخرى.
في خمسينيات القرن العشرين، صارت الترجمة الآلية حقيقة واقعة في البحث العلمي، على الرغم من أن الإشارات إلى هذا الموضوع تعود إلى القرن السابع عشر. تُعد تجربة جورجتاون، التي تضمنت ترجمة آلية ناجحة لأكثر من ستين جملة روسية إلى اللغة الإنجليزية في عام 1954، أحد أوائل المشروعات المسجلة. أكد باحثو تجربة جورجتاون اعتقادهم أن مشكلة الترجمة الآلية ستُحل في غضون ثلاث إلى خمس سنوات. في الاتحاد السوفييتي، أُجريت تجارب مماثلة بعد فترة وجيزة. ونتيجة لذلك، كان نجاح التجربة إيذانًا بعهد من التمويل الضخم لبحوث الترجمة الآلية في الولايات المتحدة. كان التقدم المحرز أبطأ بكثير مما كان متوقعًا؛ في عام 1966، وجد تقرير اللجنة الاستشارية للمعالجة الآلية للغة (إيه إل بّي إيه سي) أن عشر سنوات من البحث لم تفِ بتوقعات تجربة جورجتاون، ما أدى إلى انخفاض كبير في التمويل.
نما الاهتمام بالنماذج الإحصائية للترجمة الآلية، التي أصبحت أكثر شيوعًا وأقل تكلفة أيضًا في ثمانينات القرن العشرين، وذلك مع زيادة القدرات الحاسوبية المتوفرة.
على الرغم من عدم توافر نظام مستقل «للترجمة الآلية عالية الجودة للنص غير المقيد»، فهناك العديد من البرامج المتاحة حاليًا والتي يمكنها تقديم مخرجات مفيدة في إطار قيود صارمة. العديد من هذه البرامج متاح على شبكة الإنترنت، مثل ترجمة جوجل ونظام سيستران الذي يعمل على تشغيل موقع سمكة بابل التابع لمحرك بحث ألتافيستا (أصبح موقع سمكة بابل تابعًا لمحرك بحث ياهو منذ 9 مايو عام 2008).

## البداية
يمكن العودة بأصول الترجمة الآلية إلى عمل الكندي، وهو عالم تشفير عربي عاش في القرن التاسع، طور تقنيات للترجمة المنهجية للغة، بما في ذلك تحليل الشفرات، وتحليل التكرار، وعلم الاحتمالات والإحصائيات، وهي تقنيات تُستخدم في الترجمة الآلية الحديثة. ظهرت لاحقًا فكرة الترجمة الآلية في القرن السابع عشر. في عام 1629، اقترح الفيلسوف رينيه ديكارت لغة عالمية تحمل أفكارًا متماثلة بلغات مختلفة وتشترك برمز واحد.
في منتصف ثلاثينيات القرن العشرين، قدم جورج أرتسروني أولى براءات الاختراع لـ«آلات الترجمة» للحصول على قاموس آلي ثنائي اللغة مستخدمًا شريطًا مثقبًا. قدم الروسي بيتر تريانسكي مقترحًا أكثر تفصيلًا يتضمن كلًا من القاموس الثنائي اللغة وطريقة لمعالجة الأدوار النحوية بين اللغات، استنادًا إلى النظام النحوي لإسبرانتو. قُسم هذا النظام إلى ثلاث مراحل: تتألف المرحلة الأولى من محرر يتحدث اللغة الأم في لغة المصدر لتنظيم الكلمات في أشكالها المنطقية وممارسة المهام النحوية؛ وتتطلب المرحلة الثانية من الآلة أن «تترجم» هذه النماذج إلى اللغة المستهدفة؛ وتتطلب المرحلة الثالثة وجود محرر ناطق باللغة الأصلية في اللغة المستهدفة لتنسيق الناتج وجعله طبيعيًا. ظل مقترح تريانسكي غير معروف حتى أواخر خمسينيات القرن العشرين، عندما أصبحت الحواسيب شائعة ومن ثم استُغلت لذلك الغرض.